# ¿Por qué no puedo ser del Jet-Set?
«¿Por qué no puedo ser del Jet-Set?» es una canción de Soda Stereo y es la primera canción de su álbum debut homónimo de 1984. La canción fue escrita y compuesta por Gustavo Cerati y Charly Alberti. Se tocó en vivo desde el primer show de Soda Stereo (el 19/12/1982 en la casa de Alfredo Lois) hasta la Gira Signos en abril de 1987, tras esa gira se fusionó con Te hacen falta vitaminas pasando a ser Vita-Set  y continuó siendo interpretada hasta principios de 1989. 
Fue ensayada para la Gira Me Verás Volver, en 2007, pero finalmente fue descartada. 

## Letra
La letra es una sátira que habla sobre lo que aparecía en las revistas de esa época, según Cerati:

"Para escribir la letra me inspiré en lo que pasaba por entonces en las revistas de actualidad, que le dedicaban montones de páginas a Carolina de Mónaco y los principados europeos, como si eso fuera lo único que existiera. También describe la situación de una publicidad de Peugeot, la de la mujer con rimmel y clima sofisticado. Se podría decir que le robamos un poco al jingle..."

Originalmente tenía una letra punk y agresiva contra la farándula, pero se suavizó para la grabación del álbum debut: mientras que antes Cerati cantaba mirando desde afuera al jet-set, ahora relataba como si estuviera dentro de la farándula y viviera como un bon-vivant.

## Música
La música de la canción se define dentro del movimiento de la música divertida de principios de los '80, con un sonido de ska muy cercano al de otra banda del movimiento, Los Twist (en gran medida debido a la colaboración del Gonzo Palacios, saxofonista de Los Twist).

## Versiones
- La única versión en vivo es la del álbum Ruido blanco, donde esta se combina con Te hacen falta vitaminas tomando ambas canciones el nombre de "Vita-set".
- Versión demo (algo más lenta que la original y con letra punk contestataria).

- Datos: Q6172407